# Detlef B. Fischer
Detlef B. Fischer (* 1952 geboren in Haltern am See, Nordrhein-Westfalen) ist ein deutscher Autor, Fotograf, Maler, Bodhisattva und Gründer des Zen-Instituts Münster.

## Leben und Werk
Detlef B. Fischer studierte von 1973 bis 1978 an der Hochschule für Design in Düsseldorf und an der FH Münster. Anschließend nahm er ein Studium der Freien Kunst bei Gunther Keusen an der Kunstakademie Münster auf und führte zudem ein Studium der Pädagogik an der Universität Münster durch.
1977 begegnete Fischer Taisen Deshimaru in Paris und begann Zazen zu praktizieren. 1980, vom japanischen Zen-Meister Taisen Deshimaru (1914–1982) zum Bodhisattva ordiniert, erhielt er den spirituellen Namen Sojo. Ab 1982 erwarb Fischer weitere Kenntnisse und Einsichten bei dem US-amerikanischen Zen-Meister Richard Baker Roshi, dem vietnamesischen Mönch Thích Nhất Hạnh, dem koreanischen Zen-Meister Seung Sahn und dem japanischen Zen-Mönch Ryotan Tokuda Igarashi. 1985 gründete Detlev B. Fischer das Zen-Institut Münster und leitete es ca. 25 Jahre lang in der Tradition des Sōtō-Zen, ohne an eine feste buddhistische Organisation gebunden zu sein.
1991 zeigte Fischer auf einer Einzelausstellung im Stadtmuseum Münster Fotografien. Die schriftstellerischen Hauptthemen sind seine westfälische Heimat, der Buddhismus, die Kunst, die Wurzeln östlichen und westlichen Denkens, sowie die Schnittstelle zwischen Kunst und Spiritualität. 2022 übersiedelte er für zwei Jahre nach Südostasien auf die Philippinen. Dort arbeitete er nicht nur als Fotograf und Maler, sondern er unterstützte auch sporadisch die Organisation Childrens Heaven – Albert Schweitzer Familienwerk Foundation Phil., welche in der Nähe seines philippinischen Wohnortes ansässig ist. Im Sommer 2024 ist Detlef B. Fischer nach Deutschland zurückgekehrt und lebt wieder in Münster.

## Werke
- Münster von A bis Z: Geschichte, Kunst und Kultur in 1500 Stichworten, 2000, Aschendorff, ISBN 978-3-402-05367-6
- Chronik des Münsterlandes, 2003, Aschendorff, ISBN 978-3-402-05343-0
- Königreich und Gottesstaat: Münster in den Händen der Wiedertäufer, 2023 BoD, ISBN 978-3-347-91916-7[5]
- Die Einheit des Seins: Drei Klassiker des Hinduismus, 2010 BoD, ISBN 978-3-8391-8258-1
- Selbstentfaltung durch Meditation und mentales Training, 2015, Windpferd, ISBN 978-3-86410-106-9
- Neo-Zen: Grundzüge eines westlichen Buddhismus, 2019, tredition, ISBN 978-3-7482-7381-3
- Detlef B. Fischer: Konfuzius und das alte China, 2021, tredition, ISBN 978-3-347-39224-3
- Bhagavad-Gita: Der Gesang des Erhabenen 2021, ISBN 978-3-7531-6047-4
- Pranayama: Atem-Yoga für Einsteiger 2021, BoD, ISBN 978-3-7534-8070-1
- Ashtavakra-Gita: Die Lehre von der Nicht-Zweiheit, 2021, tredition, ISBN 978-3-347-16864-0
- Das Tao der Kunst: 88 Essays über die Weisheit der Kunst, 2021, ISBN 978-3-347-15513-8
- Shinto und Buddha: Religionen Japans (Die grüne Reihe) 2022, tredition, ISBN 978-3-347-72569-0